# Convención de Rionegro
La Convención Nacional de 1863 de los Estados Unidos de Colombia, históricamente llamada Convención de Rionegro fue convocada en 1862 para promulgar una nueva Constitución Política para el país, en reemplazo de la Constitución de 1858 tras un levantamiento armado liberal dirigido por Tomás Cipriano de Mosquera que dio inicio a la Guerra de las soberanías.
La Convención de Rionegro fue el centro donde se dieron múltiples debates que exaltaban el sistema federal y con ello los discursos “anticlericales” y cuestionadores del “poder político de la iglesia católica”, esto hacia evidente un deseo por el cambio que conllevara al “librepensamiento”. En la convención, conformada plenamente por liberales, se vio la división entre los radicales (con Manuel Murillo Toro a la cabeza) y los mosqueristas; de todas maneras, se consagró una constitución federal y liberal que garantizaba los derechos de los ciudadanos y que dejó satisfechos a todos los convencionistas.

## Antecedentes

### La insurrección liberal

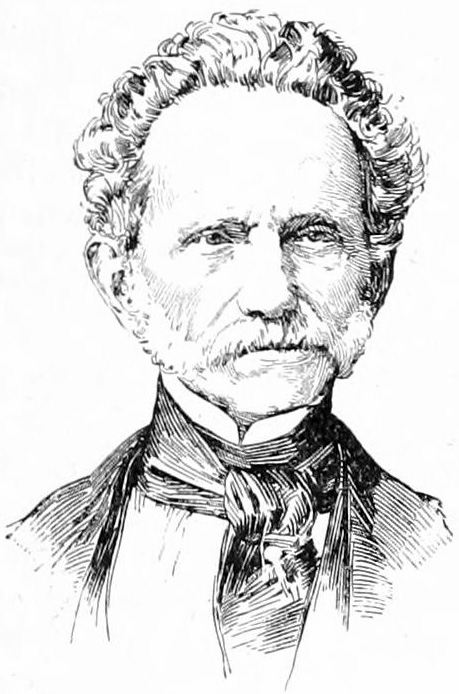
Retrato de Tomás Cipriano de Mosquera

En 1858, Tomás Cipriano de Mosquera, en aquel momento Presidente (gobernador) del Estado Soberano del Cauca, logró consolidar alrededor suyo las tendencias que constituían el partido liberal. Aunque la Constitución de 1858 había sancionado el federalismo, las políticas del presidente Mariano Ospina Rodríguez tendían al centralismo.
Las tensiones políticas se agravaron al año siguiente con dos leyes expedidas por el gobierno central. Por la primera quedaba asegurado el predominio del partido conservador en el gobierno, y la segunda autorizaba al poder ejecutivo, para que cuando juzgara necesario, nombrara Distritos de hacienda en cada estado, regidos por un intendente, con facultades en todos los ramos de la administración.
Mosquera hizo contacto con varios liberales quienes acordaron prestarle apoyo en su proyecto insurreccional y aceptaron que fuese el Supremo Director de la Guerra. Así, en 1860 declaró la secesión del Cauca y le declaró la guerra a la Confederación. Pronto recibió el respaldo de los estados de Santander y Tolima, que lo proclamaron su gobernador.
En 1861 se convocaron elecciones para la sucesión de Ospina, y el cargo fue asumido temporalmente por el procurador general de la Nación, Bartolomé Calvo, quien asumió el poder por vacancia. En las elecciones fue electo el conservador Julio Arboleda, tras vencer a su copartidario, el expresidente Pedro Alcántara Herrán. Sin embargo, pese a que Arboleda se posesionó el 10 de junio de 1861, fue derrocado por el levantamiento liberal dirigido por Mosquera.
Mosquera asumió de facto el gobierno el 18 de julio de 1861. Derrotó a su contrincante conservador y subió al poder. Luego de más de un año, logró desbancar al conservatismo del poder, convertirse en presidente provisorio del país y convocar a una convención constituyente.

## Desarrollo

### Convocatoria y preparativos
Por medio de un decreto expedido por el presidente provisorio de los Estados Unidos de Colombia: Tomas Cipriano de Mosquera, convoca a la Convención Nacional. En dicho decreto, Mosquera expresa la necesidad de hacer cumplir lo estipulado durante el pacto de unión del 10 de septiembre de 1860. En el artículo 7 del decreto se expresa:

Que convocados los diputados desde el 17 de noviembre del último para que viniesen a la ciudad de Rionegro en que se debiese reunir la convención, como lugar sano, central e inmediato al Ejército de operaciones de que siendo director no podía ausentase a otro lugar, pues debía igualmente reorganizar al Estado de Antioquia i acabarlo de pacificar.
(De Mosquera, 1863)

En las memorias de Salvador Camacho Roldan, se hace alusión a una reunión realizada un día antes de la instauración oficial de la convención con diferentes miembros, entre ellos: Rafael Núñez, José Araújo, Camilo Echeverri y el autor de las memorias, Salvador Camacho Roldan con el fin de tomar acciones en conjunto que mitigaran la acción del Presidente Provisorio Tomas Cipriano de Mosquera, ya que para muchos se estaba convirtiendo en un caudillo, lejos de los anhelos de los liberales.
En dicha reunión del 3 de febrero de 1863 se establecieron algunos parámetros en conjunto, de los cuales Salvador Camacho resalta:

1° Que el general Mosquera no debía ser elegido presidente de la convención, como señal de la independencia de la asamblea. 
2° Que debía tratar de organizarse durante las sesiones un ejecutivo plural, de manera que no hubiera personalidad alguna que pudiera ejercer influencia decisiva en la dirección de los negocios públicos. 
3° Que debería tratar de obtenerse la separación de la fuerza militar a una distancia conveniente del lugar de las sesiones.

4° Que uno de los primeros actos debía ser la amnistía general y el restablecimiento de las garantías individuales en toda la nación

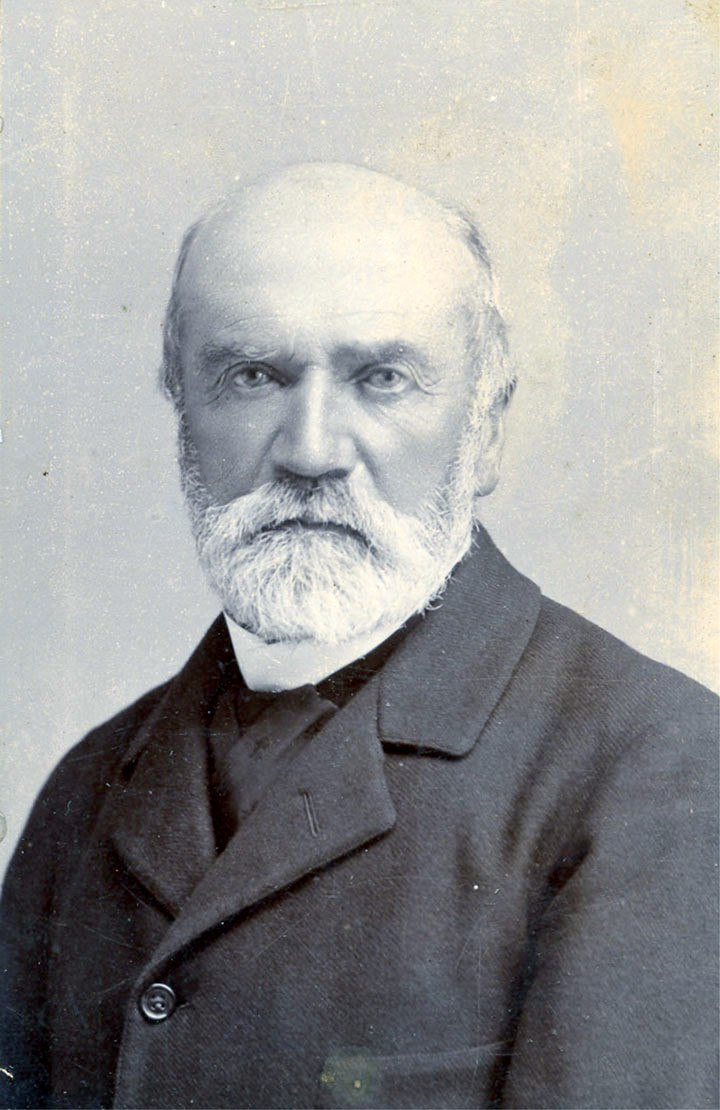
Salvador Camacho Roldán

(Camacho Roldan, 1863)

### Instauración
El 4 de febrero de 1863 se instaura oficialmente la convención de Rionegro. Se hace referencia a la llegada de Tomas Cipriano escoltado por 11 hombres, los cuales al parecer iban armados, puesto que el presidente Provisorio creyó en un ataque hacia él por parte de los Gólgotas, otra facción liberal, pues el partido se encontraba dividido. Sin embargo, como se manifestaría en el acta de instauración llegaron diferentes representantes de los estados para dar inicio oficial a la convención de Rionegro. 
Por el Estado de Antioquia los diputados nombrados fueron: José María Rojas Garrido, Domingo Días Granado, Mamerto García, Antonio García, Juan Cristóbal Soto, Camilo A. Echeverri y pascual Bravo, de los cuales tres de ellos eran del Municipio de Rionegro. Cada estado contaba con sus respectivos diputados, los cuales fueron llamados uno por uno: Bolívar, Boyacá, Cauca, Cundinamarca, Magdalena, panamá, Santander, Tolima y por último el diputado del distrito federal lo cuales quedaron registrados en el acta (Anales de la Convención, 1863).
Posteriormente el presidente da por instaurada la convención con discurso, donde expone temas que serían fundamentales para la elaboración de la Carta Constitucional: 

A vosotros toca sancionar las leyes que regularicen el comercio exterior y dar toda clase de seguridades a los que inmigren e importen nuevas industrias y conocimientos útiles, sin conceder privilegios que estorben al progreso material, moral e intelectual. Las 27 grandes arterias de comunicación necesitan la protección de la Nación, sin que sean competencia exclusiva del gobierno general. La instrucción pública, en ciencias naturales, físicas e industriales debe ser fomentada por la Nación sin estorbar la acción de los gobiernos de los Estados, ni la libertad individual que garantiza nuestras instituciones.
(De Mosquera, 1863)

Contiguo al acto protocolario se dispuso a elegir el presidente de la Convención. La votación dejó más que evidenciada la estrategia de algunos de los convencionistas, ya que, finalizado el recuento de los votos, quedaría como presidente de la convención Francisco Javier Zaldúa con un total de 27 Votos, quedando en segundo lugar Tomas Cipriano de Mosquera con 22 votos; la reunión a la cual hace referencia Salvador Camacho en sus memorias empezaría a dar sus frutos recién instaurada la convención. Eustorgio Salgar quedaría como Vicepresidente con 38 votos.
Los convencionistas, a partir de la fecha de instauración tomarían cien días para redactar la Constitución de 1863, para discutir, aclarar, fomentar leyes y sobre todo para impulsar el proyecto de nación federal impulsado con anterioridad.

### Promulgación de la nueva Carta Magna y cese de funciones
El 8 de mayo de 1863, tras 4 meses de deliberaciones en la convención, se lleva a cabo el Acto de Ratificación, en el cual las diputaciones de los 9 estados aprueban unánimemente la Carta Magna, además de un acto transitorio mediante el cual se define la elección de Mosquera como el primer presidente oficial de los Estados Unidos de Colombia y se dan otras disposiciones.

## Miembros
En la Constitución de Rionegro y en los Anales de la Convención de 1863, se tiene registro de los diputados de cada Estado Soberano y de los diputados del distrito federal, los cuales ratificaron la misma y son listados a continuación:
| Miembro                             | Representación                  |
| ----------------------------------- | ------------------------------- |
| Gabinete Administrativo             |                                 |
| Presidente, Francisco Javier Zaldúa | Estado Soberano de Cundinamarca |
| Vicepresidente, Eustorgio Salgar    | Distrito Federal de Bogotá      |
| Secretario, Clímaco Gómez V.        | Ninguna                         |
| Diputados                           |                                 |
| - José María Rojas Garrido.         | Estado Soberano de Antioquia    |
| - C. A. Echeverri.                  | Estado Soberano de Antioquia    |
| - A. Mendoza.                       | Estado Soberano de Antioquia    |
| - M. García.                        | Estado Soberano de Antioquia    |
| - Juan C. Soto.                     | Estado Soberano de Antioquia    |
| - D. D. Granados.                   | Estado Soberano de Antioquia    |
| - Nicolás F. Villa.                 | Estado Soberano de Antioquia    |
| - A. González Carazo.               | Estado Soberano de Bolívar      |
| - José Araújo.                      | Estado Soberano de Bolívar      |
| - R. Santodomingo Vila.             | Estado Soberano de Bolívar      |
| - Benjamín Noguera.                 | Estado Soberano de Bolívar      |
| - Eloi Porto.                       | Estado Soberano de Bolívar      |
| - Felipe S. Paz.                    | Estado Soberano de Bolívar      |
| - S. Gutiérrez.                     | Estado Soberano de Boyacá       |
| - Santos Acosta.                    | Estado Soberano de Boyacá       |
| - Antonio Ferro.                    | Estado Soberano de Boyacá       |
| - P. Cortez Holguín.                | Estado Soberano de Boyacá       |
| - G. A. Sarmiento.                  | Estado Soberano de Boyacá       |
| - Aníbal Currea.                    | Estado Soberano de Boyacá       |
| - J. del C. Rodríguez.              | Estado Soberano de Boyacá       |
| - S. Izquierdo Z.                   | Estado Soberano de Boyacá       |
| - J. Eusebio Otálora.               | Estado Soberano de Boyacá       |
| - T. C. de Mosquera.                | Estado Soberano del Cauca       |
| - Andrés Cerón.                     | Estado Soberano del Cauca       |
| - Ezequiel Hurtado.                 | Estado Soberano del Cauca       |
| - R. M. Arana.                      | Estado Soberano del Cauca       |
| - Julián Trujillo.                  | Estado Soberano del Cauca       |
| - Antonio L. Guzmán.                | Estado Soberano del Cauca       |
| - Nicomedes Conto.                  | Estado Soberano del Cauca       |
| - Vicente G. de Piñérez.            | Estado Soberano del Cauca       |
| - Peregrino Santacoloma.            | Estado Soberano del Cauca       |
| - Ramón Gómez.                      | Estado Soberano de Cundinamarca |
| - Francisco de P. Mateus.           | Estado Soberano de Cundinamarca |
| - J. Agustín de Uricoechea.         | Estado Soberano de Cundinamarca |
| - Lorenzo María Lleras.             | Estado Soberano de Cundinamarca |
| - Manuel Ancízar.                   | Estado Soberano de Cundinamarca |
| - Salvador Camacho Roldán.          | Estado Soberano de Cundinamarca |
| - José María L. Herrera.            | Estado Soberano de Magdalena    |
| - Luis Capella Toledo.              | Estado Soberano de Magdalena    |
| - Manuel L. Herrera.                | Estado Soberano de Magdalena    |
| - J. M. Barrera.                    | Estado Soberano de Magdalena    |
| - Agustín Núñez.                    | Estado Soberano de Magdalena    |
| - Justo Arosemena.                  | Estado Soberano de Panamá       |
| - Guillermo Figueroa.               | Estado Soberano de Panamá       |
| - G. Neiva. José E. Brandao.        | Estado Soberano de Panamá       |
| - Guillermo Lynch.                  | Estado Soberano de Panamá       |
| - B. Correoso.                      | Estado Soberano de Panamá       |
| - Foción Soto.                      | Estado Soberano de Santander    |
| - Aquileo Parra.                    | Estado Soberano de Santander    |
| - Narciso Cadena.                   | Estado Soberano de Santander    |
| - Marcelino Gutiérrez A.            | Estado Soberano de Santander    |
| - Alejandro Gómez Santos.           | Estado Soberano de Santander    |
| - Felipe Zapata.                    | Estado Soberano de Santander    |
| - Gabriel Vargas Santos.            | Estado Soberano de Santander    |
| - José Hilario López.               | Estado Soberano del Tolima      |
| - Bernardo Herrera.                 | Estado Soberano del Tolima      |
| - M. A. Villoría.                   | Estado Soberano del Tolima      |
| - Liborio Durán.                    | Estado Soberano del Tolima      |
| - José M. Cuéllar P.                | Estado Soberano del Tolima      |
| - Wenceslao Ibáñez                  | Distrito Federal de Bogotá      |